# Bilston (Midlothian)
Bilston è una località della Scozia, situata nell'area di consiglio del Midlothian.